# Station Dalmuir
Dalmuir is een spoorwegstation van National Rail in West Dunbartonshire in Schotland. Het station is eigendom van Network Rail en wordt beheerd door ScotRail. 